# Fantu Magiso
Fantu Magiso Manedo (amharisch ሜጌሶ ፋንቱ; * 9. Juni 1992 in Hosaena) ist eine ehemalige äthiopische Leichtathletin, die im Sprint und im Mittelstreckenlauf an den Start ging.

## Sportliche Laufbahn
Erste internationale Erfahrungen sammelte Fantu Magiso im Jahr 2010, als sie bei den Afrikameisterschaften in Nairobi mit 58,32 s in der ersten Runde im 400-Meter-Lauf ausschied und über 200 Meter mit 24,45 s im Halbfinale ausschied. Zudem belegte sie mit der äthiopischen 4-mal-100-Meter-Staffel in 46,46 s den vierten Platz und gelangte mit der 4-mal-400-Meter-Staffel mit 3:40,44 min auf Rang fünf. Im Jahr darauf siegte sie bei den Juniorenafrikameisterschaften in Gaborone in 52,09 s über 400 Meter und gewann im 200-Meter-Lauf in 23,90 s die Silbermedaille. Zudem sicherte sie sich mit der 4-mal-400-Meter-Staffel in 3:39,82 min die Bronzemedaille. Ende August schied sie bei den Weltmeisterschaften in Daegu mit 53,41 s im Halbfinale über 400 Meter aus und schied auch im 800-Meter-Lauf mit 1:59,17 min im Semifinale aus. Daraufhin gewann sie bei den Afrikaspielen in Maputo in 2:03,22 min die Silbermedaille über 800 Meter hinter der Uganderin Annet Negesa. 2012 belegte sie bei den Hallenweltmeisterschaften in Istanbul in 2:00,30 min den vierten Platz und im Mai wurde sie bei der Doha Diamond League in 1:57,90 min Zweite. Anschließend siegte sie in 1:57,56 min bei der Golden Gala in Rom und in 1:57,48 min beim Adidas Grand Prix in New York. Kurzfristig musste sie auf einen Start bei den Olympischen Spielen in London verzichten. Im Jahr darauf schied sie bei den Weltmeisterschaften in Moskau mit 2:01,11 min in der ersten Runde über 800  Meter aus und 2014 kam sie bei den Afrikameisterschaften in Marrakesch mit 58,27 s nicht über den Vorlauf über 400 Meter hinaus. Zudem belegte sie im Staffelbewerb in 3:46,91 min den sechsten Platz. 2016 beendete sie dann ihre aktive sportliche Karriere im Alter von 24 Jahren.
2011 wurde Magiso äthiopische Meisterin im 200- und 400-Meter-Lauf.

## Persönliche Bestzeiten
- 200 Meter: 23,6 s, 6. Mai 2011 in Addis Abeba
- 400 Meter: 52,09 s, 13. Mai 2011 in Gaborone (äthiopischer U20-Rekord)
- 800 Meter: 1:57,48 min, 9. Juni 2012 in New York City
  - 800 Meter (Halle): 2:00,30 min, 11. März 2012 in Istanbul